# Merry Clayton
Merry Clayton (New Orleans, 25 december 1948) is een Amerikaans rhythm-and-blues- en soulzangeres. Ze maakte in de jaren zestig deel uit van The Raelettes, het achtergrondkoortje van Ray Charles. Later werkte ze onder meer samen met Carole King, Neil Young, The Rolling Stones ("Gimme Shelter"), Lynyrd Skynyrd ("Sweet Home Alabama") en Joe Cocker. Voor de soundtrack van de film Dirty Dancing (1987) nam ze het nummer "Yes" op.

## Discografie (soloalbums)
- Gimme Shelter (1970)
- Celebration (1971)
- Merry Clayton (1971)
- Keep Your Eye on the Sparrow (1975)
- Emotion (1979)